# ポール・オサレス

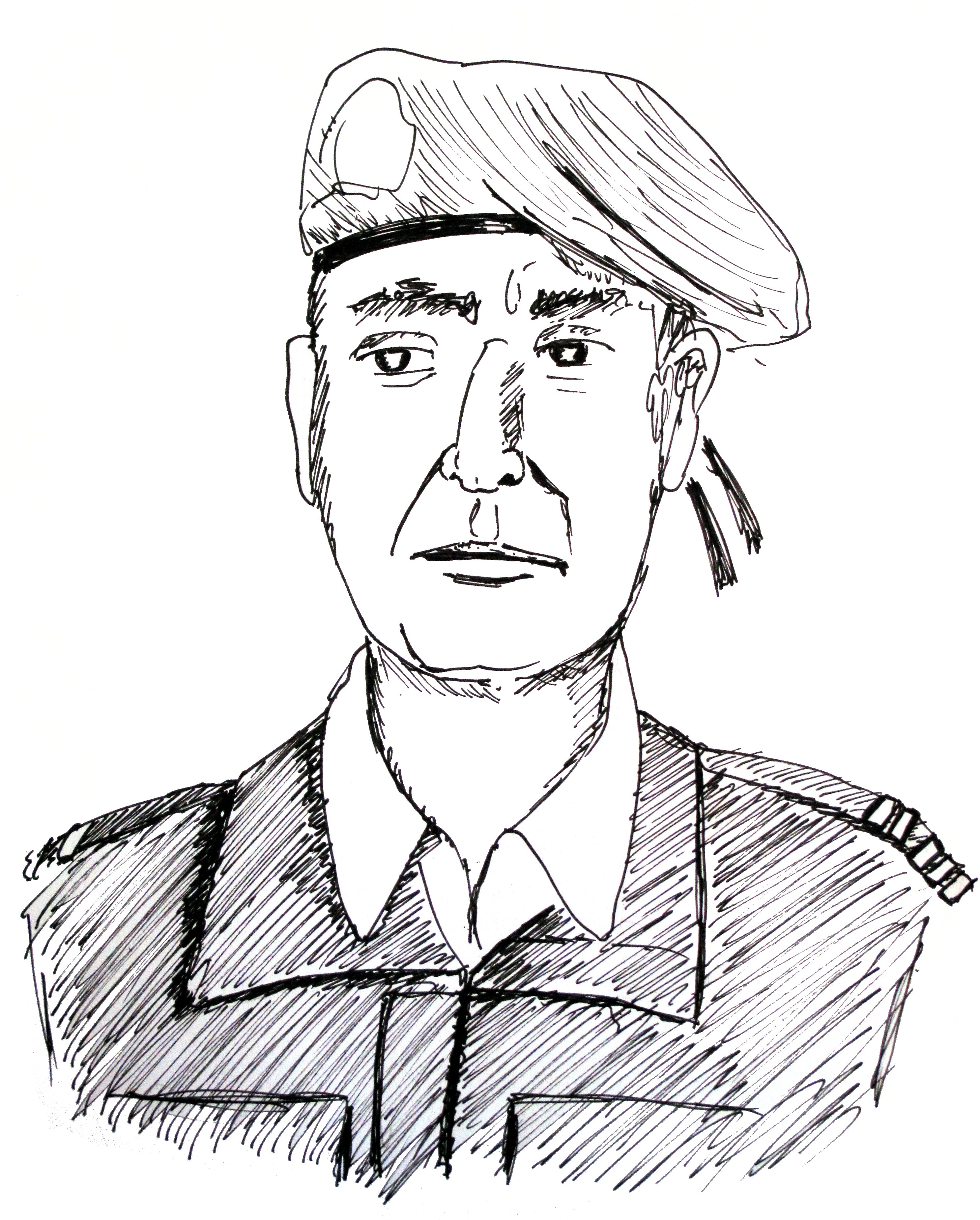
ポール・オサレス

ポール・オサレス（Paul Aussaresses, 1918年11月7日 - 2013年12月3日）は、フランスタルヌ県サン＝ポール＝キャップ＝ド＝ジュ生まれのフランス陸軍軍人。アルジェリア戦争当時、情報将校として対テロリズム作戦に従事した。
2001年に出版した回顧録『特殊任務 アルジェリア1955-1957』 Services spéciaux, Algérie 1955-1957 の中で、アルジェリア戦争で拷問、暗殺、即決処刑を行った当時の体験を赤裸々に記述し、物議をかもした。

## 第二次世界大戦
1941年、Telerghma（アルジェリア）にて、士官候補生として1年間勤務。翌年1942年に、彼は占領下にあるフランスへの潜入工作任務に志願する。1944年8月には、ジェドバラ作戦に参加。これはドイツ軍後方地域地域に潜入し抵抗組織（マキ）を支援するクライスラー隊による空挺作戦である。オサレスは占領地域に降下し、現地指揮官との調整と情報活動にあたった。

## インドシナ戦争
1946年9月1日に、オサレスは第11電撃落下傘大隊（1955年10月に第11電撃落下傘准旅団に改編）を編成し、1946年から1948年まで大隊長として部隊の先頭に立ち指揮を執った。その後は第1植民地落下傘連隊に転属、そのままインドシナ撤退まで勤務した。

## アルジェリア戦争

### フィリップヴィル虐殺事件
1955年、アルジェリアの地方小都市であるフィリップヴィルに駐屯する第41准旅団の情報将校として、アルジェリアに赴任する。同年8月20日、FLNによる、フランス人居留民（ピエ・ノワール）に対する一斉襲撃事件が発生した。オサレスはこの襲撃について事前兆候を察知し、各所に指揮下の部隊を配置し、当日にはフランス軍は、FLNのゲリラに対する効果的な反撃を行うことができた。
しかしフランス軍の配置が行き届かなかった山間の鉱山など奥地では、女性や子供を含めた民間人への虐殺が生じた。オサレスは回顧録で、現場に軍部隊を派遣して事態を鎮圧したあと、FLNの捕虜を並ばせ、短機関銃で即決処刑したことを述べている。

### スエズ動乱
1956年5月、スエズ危機が発生。これに対処するため秘密裏にイギリスソールズベリーの演習場においてイギリス陸軍と1ヶ月間に及ぶ合同訓練を実施した。6月1日に落下傘降下の訓練中、主傘が開かず補助傘で着地するが背骨を骨折し、療養のためアルジェリアに帰還した。

### アルジェの戦い
1957年、アルジェでコンサート会場やカフェで爆弾を爆発させるなど、活発な都市ゲリラ活動を行っていたFLNは、大規模な反仏ゼネストを計画した。
アルジェリア駐屯フランス軍司令官のジャック・マシュ将軍は、オサレスのフィリップヴィル襲撃事件での功績に着目し、ゼネスト対策のため、オサレスを呼び寄せた。アルジェに出頭したオサレスはただちに一斉摘発に乗り出した。ゼネスト当日、フランス軍は商店のシャッターをのきなみ破壊して店主を強制的に店に立たせた。またオサレスによる対ゲリラ摘発活動は苛烈を極め、例えばある工事現場に行き、名簿を照合し、労働者の名簿にない者がいれば工作員として拘束した。そして、情報を得るために、拷問を含めた過酷な尋問が行われた。
オサレスは回顧録で拷問の手順を具体的に述べ、都市から離れた僻地の小屋やビルの地下室で、椅子に縛られた被疑者をまず殴打し、それでも白状しない者には水道のホースを口にねじ込む水責め、ついで無線機の電源で電気拷問を行ったことを記述する。
この過程において、フランス当局は3月2日には逮捕したFLNの幹部ラルビ・ベン・ムヒディが監房内で「首吊り自殺」を、3月3日には弁護士アリ・ブーメンジェルが収監していたビルの6階から「投身自殺」したと発表した。オサレスは著書でこれらが指揮下の部隊による殺害であったことを認め、具体的な経過を記述した。
しかしその後バリケードの1週間や将軍達の反乱といった騒乱事件には距離をおき、秘密軍事組織には参加しなかった。

## アルジェリア戦争後
1961年、オサレスは10人の退役軍人を伴いワシントンD.C.の在米フランス大使館を訪問した。その後、ノースカロライナ州フォート・ブラッグに駐屯する第10特殊作戦群（en:10th Special Forces Group (United States)）の教官となる。そこではアルジェの戦いにて使用された拷問のテクニックについての教育が行われた。既にアメリカ陸軍では南ベトナムの不穏な動きに対処する為ロジェ・トランキエ退役大佐の著書『破壊的な戦争』 subversive warfare の研究を開始しており、トランキエの意向を受けたオサレスが教授するという体裁をとっていた。
ベトナム戦争におけるフェニックス計画（en:Phoenix Program）はオサレスの講義をうけた学生により発案された。
1973年、軍事独裁政権下にあるブラジルに赴任し、軍部との親密な関係を維持した。マヌエル・コントレラス（en:Manuel Contreras）チリ国家情報局（en:DINA）局長の発言によれば、チリ国家情報局の幹部はオサレスのもとで訓練を受けた。その中においても南米の軍事政権下における対反乱作戦を実行する際には拷問の使用を示唆したとされる。（この教えはアルゼンチン、パラグアイに波及し、特にアルゼンチンでは汚い戦争として現れ、現在でも死の部隊として問題となっている）

## 退役後
アメリカのテレビ番組に出演した際、アルカーイダを筆頭とするテロリズムとの戦いにおいて拷問を用いてでも情報を引き出し、テロ事件の未然防止に寄与すべきだと発言した。当時のジャック・シラク大統領は処罰するように軍に要請し、軍籍と勲章が剥奪された。
オサレスの没後となる2014年、フランス人ジャーナリストがアルジェリア戦争中、アルジェリア側の独立運動家らをフランス軍が殺害していたことを示す書籍を出版。その中でオサレスは、命令があり数十人を拷問して死亡させたことを認めている。

## 著作
- Services spéciaux, Algérie 1955-1957 : Mon témoignage sur la torture, Perrin, 2001, ISBN 2262017611
- Pour la France : Services spéciaux 1942-1954, Editions du Rocher, 2001, ISBN 2268041131
- Je n'ai pas tout dit. Ultimes révélations au service de la France, Editions du Rocher, 2008.